# Myrmarachne inflatipalpis
Myrmarachne inflatipalpis là một loài nhện trong họ Salticidae.
Loài này thuộc chi Myrmarachne. Myrmarachne inflatipalpis được Fred R. Wanless miêu tả năm 1978.